# Paulinho Moska
Paulo Corrêa de Araujo, também conhecido por Moska ou Paulinho Moska, (Rio de Janeiro, 27 de agosto de 1967) é um cantor, compositor e ator brasileiro. É pai do ator Tom Karabachian.

## Biografia
Moska aprendeu a tocar violão aos 13 anos com seu irmão mais velho, Oswaldo, que era músico amador. Oswaldo tocava em festivais de escola, e esse ambiente fascinava Paulinho. Numa das atuações do irmão, conheceu André Abujamra, com quem aprendeu os primeiros acordes de blues e rock.
Além disso, o pai do Paulinho era diretor de uma das mais badaladas casas noturnas do Rio, o que fez com que ele passasse a infância assistindo shows de Hermeto Paschoal, Caetano Veloso, Gilberto Gil, Ney Matogrosso, Gal Costa, Paralamas do Sucesso, Kid Abelha e muitos outros, fomentando assim suas influências musicais.
Em 1983 decidiu ser ator, e, um ano mais tarde, graduou-se em teatro e cinema pela Casa das Artes de Laranjeiras (CAL), no Rio de Janeiro.
Como músico, as primeiras gravações profissionais aconteceram no álbum A Orquestra de Vozes (1986), que foi o disco de estreia do grupo vocal Garganta Profunda que, em seu repertório, cantava de Beatles e Tom Jobim a óperas medievais. Em 1987, Luiz Nicolau, Luis Guilherme e o próprio Moska, dissidentes do Garganta Profunda, formaram o grupo de pop-rock Inimigos do Rei. Com a banda, lançou dois discos, emplacou nacionalmente os hits "Uma Barata Chamada Kafka" e "Adelaide" e correu país por dois anos. Cinco anos mais tarde, em 1992, decidiu sair do grupo porque não gostava da obrigação de criar músicas com trocadilhos e temas cômicos ou, em suas próprias palavras, “de ser ’engraçadinho’”. e iniciou carreira solo.
Desde então, Moska já emplacou 13 temas em trilhas da TV Globo – 11 deles em sua própria voz. Destas, destacam-se "O Último Dia" (presente em O Fim do Mundo), "A Seta e o Alvo" (presente em Zazá), "Pensando em Você" (presente em Agora É que São Elas) e "Tudo Novo de Novo" (tema de abertura da minissérie homônima).
Também se tornou um compositor muito requisitado por outras vozes. A primeira foi Marina Lima que, em 1995, abriu o álbum Abrigo com "Admito que Perdi". Depois, vieram inúmeras outras gravações, por artistas como Maria Bethania ("Saudade"), Elba Ramalho ("Relampiano"), Ney Matogrosso ("O Último Dia" e "Gotas do Tempo Puro"),  os GNR (uma versão de "Canadádá"), Maria Rita ("Muito Pouco"), Mart'nália ("Soneto do Teu Corpo", "Sem Dizer Adeus" e "Namora Comigo"), Lenine ("Relampiano" e "Saudade"), Francis Hime ("Há Controvérsias") e Zélia Duncan ("Carne e Osso", "Não" e "Sinto Encanto"), entre tantas.
Em 2001 passou a utilizar o nome artístico de "Moska". "É mais sonoro, mais instigante. Afinal, já era a marca registrada do meu nome mesmo", justificou.
| “ | "Em 2001, no disco Eu Falso da Minha Vida o Que Eu Quiser, eu trabalhava a ideia de falso sem ser oposição ao verdadeiro. O falso era a libertação do verdadeiro. Porque não existe uma verdade. Existem verdades. A vida é explicada de maneiras diferentes e que fazem sentido de acordo com seu olhar. O mundo falso é cheio de verdades possíveis. Moska não é meu nome verdadeiro, é meu nome falso. Então, nesse disco eu assumi o Moska. Não é coisa de numerologia. Pode me chamar de Paulinho. Só nos discos resolvi assinar Moska. Eu sou os dois." | ” |

Em 2003 passou a ter total controle sobre sua obra, sendo o terceiro artista de uma gravadora multinacional (depois de Roberto Carlos e Marisa Monte) a tornar-se dono de seus próprios fonogramas.
Foi neste ano também que Moska deu partida numa relação, hoje bem próxima, com artistas da América do Sul. Tudo começou no álbum Tudo Novo de Novo, onde ele gravou  “A Idade do Céu”, versão sua para "La Edad del Cielo", sucesso do uruguaio Jorge Drexler. Drexler participou de alguns shows do Moska no Brasil, e devolveu a gentileza convidando Moska para uma série de apresentações no Uruguai e na Argentina, onde Moska se aproximou do argentino Kevin Johansen, que participaria do álbum ao vivo Muito Pouco Para Todos. Essa relação do Moska com a Américas do Sul fez com que ele	organizasse e dirigisse dois festivais	  de música: o Mercosul Musical, em 2008, e o Soy Loco Por Ti America, em 2011. Por fim, em 2015, Moska lançaria o álbum Fito Paez & Moska: Locura Total, em parceria com o renomado roqueiro argentino Fito Paez.
Em 2006, ele foi escolhido para ser o apresentador do programa Zoombido, no Canal Brasil.
Em 2014 participou do programa de televisão Encuentros en Brasil, uma série produzida pela Santa Rita Filmes e transmitida pela HBO em que Moska era o anfitrião brasileiro de cantores latino-americanos convidados a conhecer as doze cidades-sede da Copa do Mundo de 2014 e a compor uma canção sobre essa experiência.
Em 2015, a escola de samba carioca Mocidade Independente de Padre Miguel aproveitou o hit "O Último Dia" para desenvolver o enredo Se o mundo fosse acabar, me diz o que você faria se só te restasse um dia?, criado pelo carnavalesco Paulo Barros. O enredo foi uma homenagem ao cantor, que fez questão de desfilar.
Em 2018, sua música inédita "Minha Lágrima Salta" foi incluída na trilha sonora da telenovela Malhação: Vidas Brasileiras. A música fará parte do novo álbum do cantor, Beleza e medo, a ser lançado em agosto. 

#### Participações em festivais
Em 2001 tocou no Rock in Rio III, na Tenda Brasil.
Em 2002 atuou no Panorama Percussivo Mundial (Percpan), realizado no Teatro Castro Alves, em Salvador. Nesse mesmo ano, fez show ao lado de Chico César no Teatro da Caixa, em Brasília, em comemoração ao lançamento do livro "Vozes do Brasil", de Patrícia Palumbo, contendo entrevistas com 13 dos mais representativos cantores-compositores da música brasileira dos anos 1980 e 1990, entre os quais foi relacionado.
Em 2003 apresentou-se, ao lado de Chico César, no palco do Bloco G, no Centro de Convenções, em Fortaleza, dentro da programação do Festival Vida & Arte.

### Carreira como ator
Desde 1984, quando terminou o curso de Teatro e Cinema, Moska participou de filmes como A Cor do seu Destino (1986), de Jorge Duran; “Um Trem para as Estrelas” (1988), de Cacá Diegues, “O Mistério no Colégio Brasil” (1988), de José Frazão, Kuarup (1989), de Ruy Guerra; e O Homem do Ano (2003), de José Henrique Fonseca.
Fez Terra dos Meninos Pelados de 2003, uma minissérie de 4 capítulos vivendo um professor de música.
No longa-metragem O Homem do Ano, estrelado por Murilo Benício, Moska interpreta o matador-de-aluguel Enoque, um dos principais amigos de Màiquel, vivido por Benício. A direção do filme é de José Henrique Fonseca com roteiro de Rubem Fonseca, Patrícia Melo e José Henrique Fonseca.
Participou, também, em outras oportunidades, fazendo pontas em minisséries globais, como por exemplo o seriado Mulher, nos idos de 1998. Gravou Amores Possíveis para o filme nacional homônimo.
Em 2013, Moska atuou no filme do diretor Caio Sóh chamado Minutos Atrás, com Vladimir Brichta e Otávio Müller, como cavalo, Moska fez o narrador da obra.

## Discografia

### ComGarganta Profunda
- 1986 - Orquestra de Vozes - A Garganta Profunda (LP)
- 1987 - Yes, nós temos Braguinha (LP e CD)

### ComInimigos do Rei
- 1989 - Inimigos do Rei (LP)
- 1990 - Amantes da Rainha

### Carreira solo
| - 1993 - Vontade - 1995 - Pensar É Fazer Música - 1997 - Contrasenso - 1999 - Móbile - 2001 - Eu Falso da Minha Vida o Que Eu Quiser - 2003 - Tudo Novo de Novo - 2007 - + Novo de Novo - 2010 - Muito Pouco - 2 CDs (vendidos juntos, ou separadamente) - 2013 - Muito Pouco para Todos - 2015 - Fito Paez & Moska: Locura Total (com Fito Páez) - 2018 - Beleza e Medo | - 1997 - Através do Espelho - Ao vivo no Rival (CD) - 2007 - + Novo de Novo (CD e DVD) - 2013 - Muito Pouco para Todos (CD e DVD) - 2004 - Série Bis: Paulinho Moska - 2008 - Moska e Convidados - Zoombido Para Se Fazer Uma Canção - 2009 - Moska e Convidados - Zoombido Para Se Fazer Uma Canção - Vol. 2 - 2011 - Moska e Convidados - Zoombido Para Se Fazer Uma Canção - Vol. 3 |

#### Como convidado
- 1996 - Gravou a faixa "Só em teus braços" para o songbook de Tom Jobim (Lumiar Discos).
- 1996 - participou do CD "Castelo Rá-tim-bum", trilha sonora infantil do programa homônimo da TV Cultura (SP),
- 1996 - CD "Triângulo sem bermudas - Uma homenagem à trois", tributo ao grupo Os Mutantes, cantando com Celso Fonseca a faixa "Panis et Circensis".
- 1997 - Gravou a faixa "Topázio" para o songbook de Djavan (Lumiar Discos)
- 1997 - Participação no CD "Universo umbigo", de Karnak (faixa "Eu só quero um xodó", de Anastácia e Dominguinhos)
- 1997 - Participação no CD de "Milton Guedes" (violões em "Mares de ti", de Carlinhos Brown).
- 1998 - Participação no CD "Boca Livre 20 anos - convida" de Toninho Horta e Fernando Brant, cantando "Diana"
- 1998 - Participação no CD "Cuidado com pessoas como eu", de Cris Braun (violões em "Dry Martini drama", e "Tudo meu")
- 1998 - Participação no CD "Casa do forró" (faixa "Pedras que cantam", de Dominguinhos e Fausto Nilo), com Zé Ramalho
- 1999 - gravou as faixas "O último blues", ao lado do percussionista Marcos Suzano, e "Vitrines" (voz e violão), para o songbook de Chico Buarque (Lumiar Discos)
- 1999 - Participação no CD "Cabô", de Zé Renato (faixa "Cama de ilusão", parceria de ambos)
- 1999 - Participação no CD "Linda juventude", de Flávio Venturini (faixa "Casa vazia")
- 1999 - Participação no CD "Sinfonia de pardais - Uma homenagem a Herivelto Martins" (faixa "Casa vazia")
- 1999 - Participação no CD "Casa da lua cheia", de Claudio Nucci (faixa "Baião levado")
- 1999 - Participação no CD "Ana Carolina", da cantora Ana Carolina (violões de nylon na faixa "A canção tocou na hora errada", e violões de aço em "Beatriz").
- 2000 - Participação no CD "Blues do ano 2000" (uma homenagem a Cazuza), cantando a faixa homônima
- 2000 - Participou na trilha sonora, lançada em disco, da minissérie "Chiquinha Gonzaga" (Rede Globo), gravando a faixa "Menina faceira", de autoria da maestrina.
- 2001 - Participação no CD "Olha que coisa mais linda - Uma homenagem a Tom Jobim", cantando a faixa "Eu sei que vou te amar".
- 2001 - sua canção "O último dia" (c/ Billy Brandão) fez parte da coletânea "Música Brasileira" (EMI Music).
- 2001 - gravou clássicos do samba para a trilha sonora de "Sabor da paixão", dirigido pela cineasta venezuelana Fina Torres
- 2001 - Participação na trilha sonora do filme "Amores possíveis".
- 2001 - gravou guitarras virtuais e violão no CD "Sozinha minha", de Adriana Maciel, que registrou no disco sua composição "Não deveria se chamar amor".
- 2002 - Participação no CD "Café Brasil 2 - Conjunto Época de Ouro e convidados", na faixa "Insensatez"
- 2002 - gravou a faixa "Sorrir" (versão de "Smile", de Charlie Chaplin), para o songbook de Braguinha (Lumiar Discos).
- 2003 - gravou a faixa "Assim sem mais", para o songbook de João Bosco (Lumiar Discos).

## Prêmios e honrarias
- Em 2000, sua canção "O último dia" (c/ Billy Brandão) foi selecionada para a coleção "As cem melhores do século" (EMI Music), produzida por Ricardo Cravo Albin.
- 2011 - Indicado ao Prêmio da Música Brasileira como Melhor cantor.[12]

### Grammy Latino
| Ano  | Indicação (Canção/Álbum)                   | Prêmio             | Categoria     | Resultado | Ref.   |
| ---- | ------------------------------------------ | ------------------ | ------------- | --------- | ------ |
| 2016 | Hermanos - Fito Paez & Moska: Locura Total | Grammy Latino 2016 | Música do Ano | Indicado  | [ 13 ] |

## Ligações Externas
- Site Oficial
- Blog Oficial
- dicionariompb.com.br/